# Liga Nacional de Nueva Zelanda 1985
La Liga Nacional de Nueva Zelanda 1985 fue la decimosexta edición de la antigua primera división del país. El campeón fue el Wellington Diamond United, que obtuvo su tercer título. Además, fue la primera edición en la que jugaron los mismos equipos que en la temporada anterior, ya que el Auckland University, último en el torneo pasado, ganó la promoción.

## Equipos participantes
| Equipo                      | Ciudad       | Liga            |
| --------------------------- | ------------ | --------------- |
| University-Mount Wellington | Auckland     | Northern League |
| Manurewa                    | Auckland     | Northern League |
| Papatoetoe                  | Auckland     | Northern League |
| Auckland University         | Auckland     | Northern League |
| North Shore United          | North Shore  | Northern League |
| Gisborne City               | Gisborne     | Central League  |
| Napier City Rovers          | Napier       | Central League  |
| Nelson United               | Nelson       | Central League  |
| Miramar Rangers             | Wellington   | Central League  |
| Wellington Diamond United   | Wellington   | Central League  |
| Christchurch United         | Christchurch | Southern League |
| Dunedin City                | Dunedin      | Southern League |

## Clasificación
| Pos | Equipo                      | PJ | G  | E | P  | GF | GC | Dif | Pts |
| --- | --------------------------- | -- | -- | - | -- | -- | -- | --- | --- |
| 1   | Wellington Diamond United   | 22 | 12 | 5 | 5  | 50 | 33 | 17  | 41  |
| 2   | Gisborne City               | 22 | 11 | 5 | 6  | 41 | 26 | 15  | 38  |
| 3   | North Shore United          | 22 | 11 | 4 | 7  | 47 | 33 | 14  | 37  |
| 4   | University-Mount Wellington | 22 | 8  | 8 | 5  | 40 | 30 | 10  | 32  |
| 5   | Miramar Rangers             | 22 | 8  | 6 | 8  | 35 | 33 | 2   | 30  |
| 6   | Nelson United               | 22 | 9  | 3 | 10 | 35 | 46 | -11 | 30  |
| 7   | Auckland University         | 22 | 8  | 5 | 9  | 30 | 45 | -15 | 30  |
| 8   | Dunedin City                | 22 | 8  | 5 | 9  | 34 | 38 | -4  | 29  |
| 9   | Christchurch United         | 22 | 8  | 4 | 10 | 24 | 25 | -1  | 28  |
| 10  | Manurewa                    | 22 | 7  | 6 | 9  | 30 | 49 | -19 | 27  |
| 11  | Papatoetoe                  | 22 | 8  | 2 | 12 | 36 | 37 | -1  | 26  |
| 8   | Napier City Rovers          | 22 | 5  | 5 | 12 | 36 | 43 | -7  | 20  |

J: partidos jugados; G: partidos ganados; E: partidos empatados; P: partidos perdidos; GF: goles a favor;
 GC: goles en contra; DG: diferencia de goles; Pts: puntos
|  | Promoción por un lugar en la próxima temporada |

| Bandera de Nueva Zelanda                    |
| Campeón Wellington Diamond United 3º título |